# بویواتس (کروشواتس)
بویواتس (به صربی: Boljevac) یک منطقهٔ مسکونی در صربستان است که در ناحیه راسینا واقع شده‌است. بویواتس ۱۵۱ نفر جمعیت دارد.